# Сильшур (Сюрсовайское сельское поселение)
Сильшур — починок в Шарканском районе Удмуртской республики.

## География
Находится в восточной части Удмуртии на расстоянии приблизительно 11 км на запад-северо-запад по прямой от районного центра села Шаркан.

## История
Основан в 1882 году жителями деревни Урдогурт. В 1893 году здесь (починок Сельшур) учтено 13 дворов, в 1905 (Сильшур) — 18, в 1924 — 21. Деревня с 1932 года. До 2021 года входил в состав Сюрсовайского сельского поселения.

## Население
Постоянное население составляло 95 человек (1893 год, 46 русских и 49 удмуртов), 122 (1905), 122 (1924), 30 человек в 2002 году (удмурты 73 %, русские 27 %), 21 в 2012.